# Tour de Moricq
La tour de Moricq est un vestige de fortifications médiévales situé à proximité du petit bourg de Moricq, sur la commune française d’Angles, dans le département de la Vendée et la région des Pays-de-la-Loire.
L'édifice est classé au titre des monuments historiques depuis 1915.

## Historique
L’existence de fortifications à Moricq est attestée depuis 1090. De cette époque est cité Giraudus de Morech, le premier seigneur connu de Moricq. Une motte castrale aurait été édifiée à 250 mètres de la tour actuelle, les restes arasés forment un pré ovale situé près du canal des Bourrasses. Un château fort en pierres maçonnées aurait existé dès le XIIe siècle. Son donjon devait se situer à l'emplacement même de la tour actuelle, car les voûtes romanes du sous-sol laissent penser que les fondations sont plus anciennes que la tour de Moricq. Ce donjon aurait été cylindrique. Le bâtiment actuel a été reconstruit vers 1435 par Régnault Girard, maire de La Rochelle, qui avait acquis le château en 1430.
La tour de Moricq a été édifiée sur une ancienne motte castrale et sur les ruines du château fort originel, dont les voûtes romanes en sous-sol existent encore. Des bâtiments « annexes » auraient existé. Ainsi des restes d’écurie auraient été trouvés derrière la tour, une chapelle y aurait existé. Une chapelle est mentionnée sur une carte de Cassini, mais c'était très probablement la chapelle du XVIIIe siècle dédiée à sainte Anne édifiée à la demande de Mme de La Taste.
Du point de vue archéologique, on ne sait pas vraiment s'il y a eu un château fort en pierres avant la tour, mais c'est fortement probable, compte tenu du lieu stratégique. Ce château fort n'était pas obligatoirement situé à la place de la tour, il est même plus logique qu'il fut bâti un peu plus haut dans le bourg. Peut-être comme au Puy du Fou, le château du XIIe siècle aurait pu être détruit par les Anglais au début du XVe siècle, pour être remplacé par l'actuelle tour un peu plus bas, ce qui offrait l'avantage de la vue sur le marais. En effet, la mode, qui sera plus tard une caractéristique de la Renaissance, était d'avoir un château entouré d'eau avec de grandes baies, pour des raisons artistiques et de loisirs. De plus, des douves très profondes et larges, baignées par le marais, et la tour bardée de mâchicoulis, arbalétrières, canonnières, échauguettes défendaient assez le bâtiment, il n'y avait pas vraiment besoin de le construire en hauteur.
La chapelle n'a jamais été retrouvée, mais ses fondations sont sûrement encore enfouies quelque part dans le bourg. Elle abrite peut-être encore les sépultures de quelques seigneurs de Moricq, et peut être celle de Régnault Girard.
L’édifice avait pour fonction de protéger le port de Moricq qui exportait du vin, des céréales et du bois vers La Rochelle et Bordeaux, ainsi que l’embouchure du Lay qui était alors navigable jusqu'à Mareuil. Un autre château fortifié situé au Guy à Saint-Denis-du-Payré permettait de compléter la surveillance de l’embouchure du Lay. Il a été utilisé par les protestants pendant les guerres de Religion (1565-1628). Il a servi également à emprisonner les protestants après la révocation de l’édit de Nantes en 1685. Des graffitis qui ont été relevés, témoignent de cette époque. Lors du siège de La Rochelle en 1628, la grosse tour d’angle abritant un escalier à vis aurait été abattue.
Le lieu-dit du Moulin-de-Moricq fait très certainement allusion à un ou des moulins à vent qui auraient bénéficié de la force du vent sur ce point culminant de Moricq.
Les marais avoisinants ont été asséchés au XVIIIe siècle, et la tour fut alors transformée en grenier à blé, en relation avec l'activité du port de Moricq. Celui-ci est resté actif jusqu'au XIXe siècle.
La tour fait l'objet d'un classement au titre des monuments historiques depuis le 6 août 1915.
La commune d'Angles a racheté l'édifice en 1988 afin d'en assurer la sauvegarde et la restauration.

## Description
La tour de Moricq fut le donjon d’un château construit au XVe siècle, il y avait probablement des courtines et des tours rondes à l’emplacement des fossés entourant l’actuel terrain de forme triangulaire, mais cela n'est qu'une hypothèse. Ce qui est fort probable, c'est que la forteresse de Moricq construite au XVe siècle fut résumée à ce château-donjon, c'est-à-dire cette tour entourée par un large et profond fossé, peut être protégé par une enceinte extérieure en bois (palissade) qui entourait le terrain triangulaire visible aujourd'hui, elle aussi entourée de douves. Cette enceinte abritait des communs, comme des écuries, boulangerie, forge… Il s’agit d’un donjon rectangulaire dont les trois dimensions sont pratiquement identiques (11,40 mètres de large sur 14,40 m de long et 15,40 m de haut).
À l’origine, la tour était flanquée d’une tour cylindrique de 6,70 mètres de diamètre qui abritait un escalier à vis et permettait sans doute des tirs fichant du haut de ses mâchicoulis pour protéger la porte d’entrée juste en dessous. Le chemin de ronde sur mâchicoulis (XVe siècle) est doté aux angles est, sud et ouest, d'échauguettes circulaires en encorbellements associées à des latrines. Il était protégé par des fossés dont l’accès était défendu par une porte à chicane et un pont-levis piétonnier doublé d’un pont dormant. Le niveau de l’eau était à 2 mètres en dessous du niveau du sol. Le profond fossé était alimenté par le Lay.
Du point de vue restitutions, il est actuellement très difficile, voire impossible, de savoir exactement à quoi ressemblaient les sommets de la tour de Moricq, notamment les couronnements et les toitures. Deux reconstitutions majeures sont proposées, une du style donjon-porte d'Argy proposée par Christian Corvisier et une autre du style Bonneuil à Saint-Génard proposée par Jacques Gorphe.

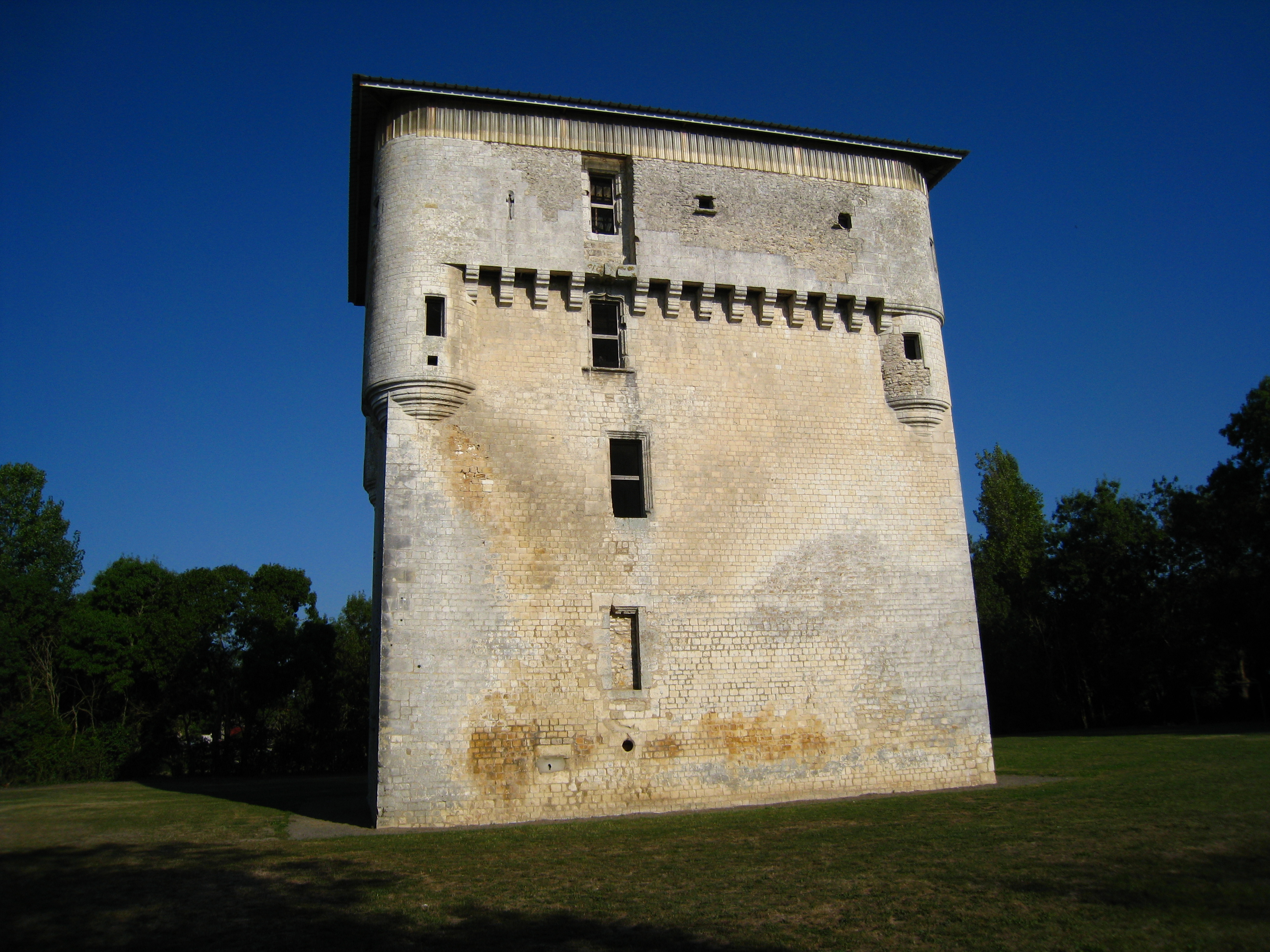
Façade est.
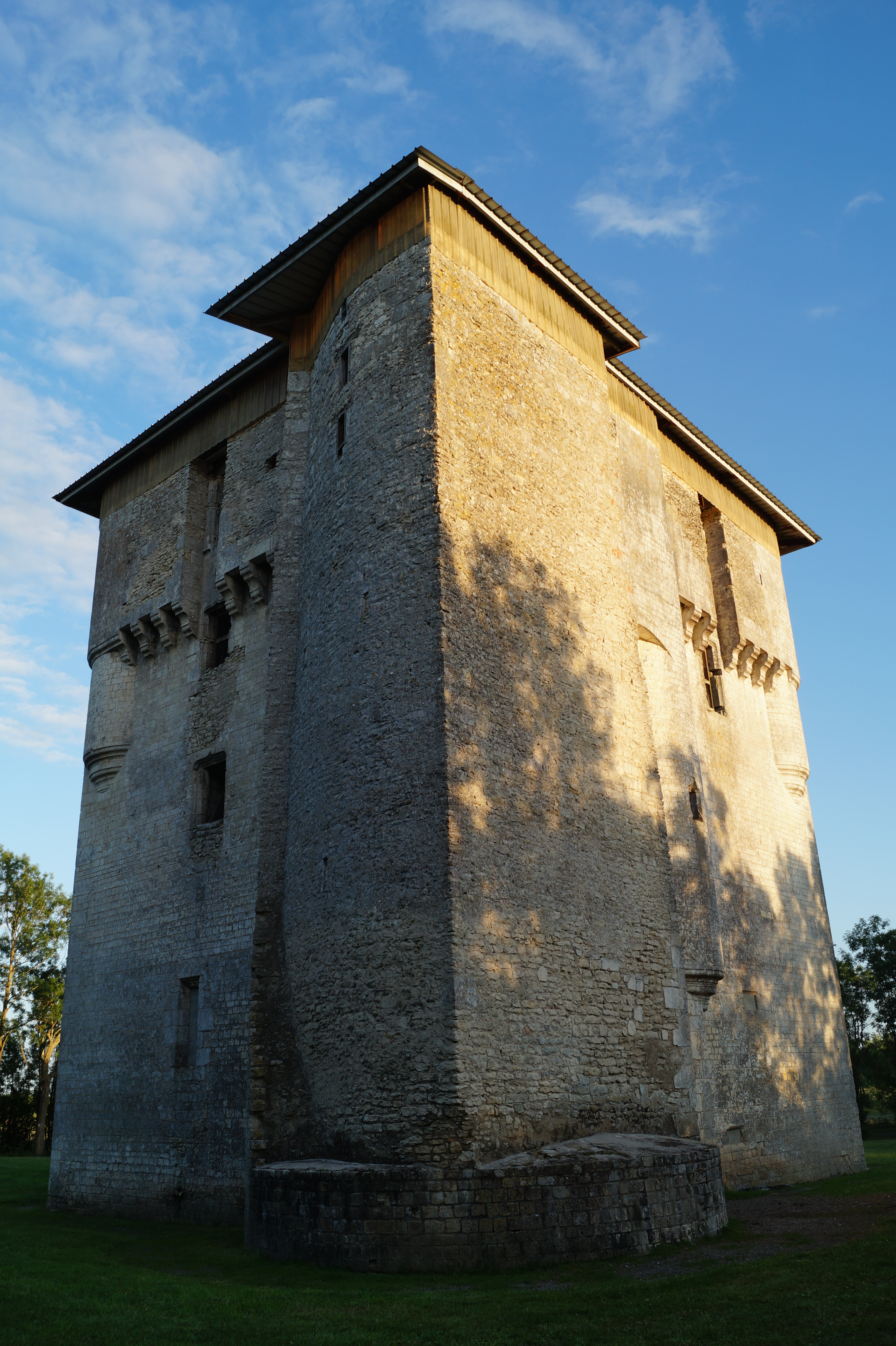
Tour d’angle.
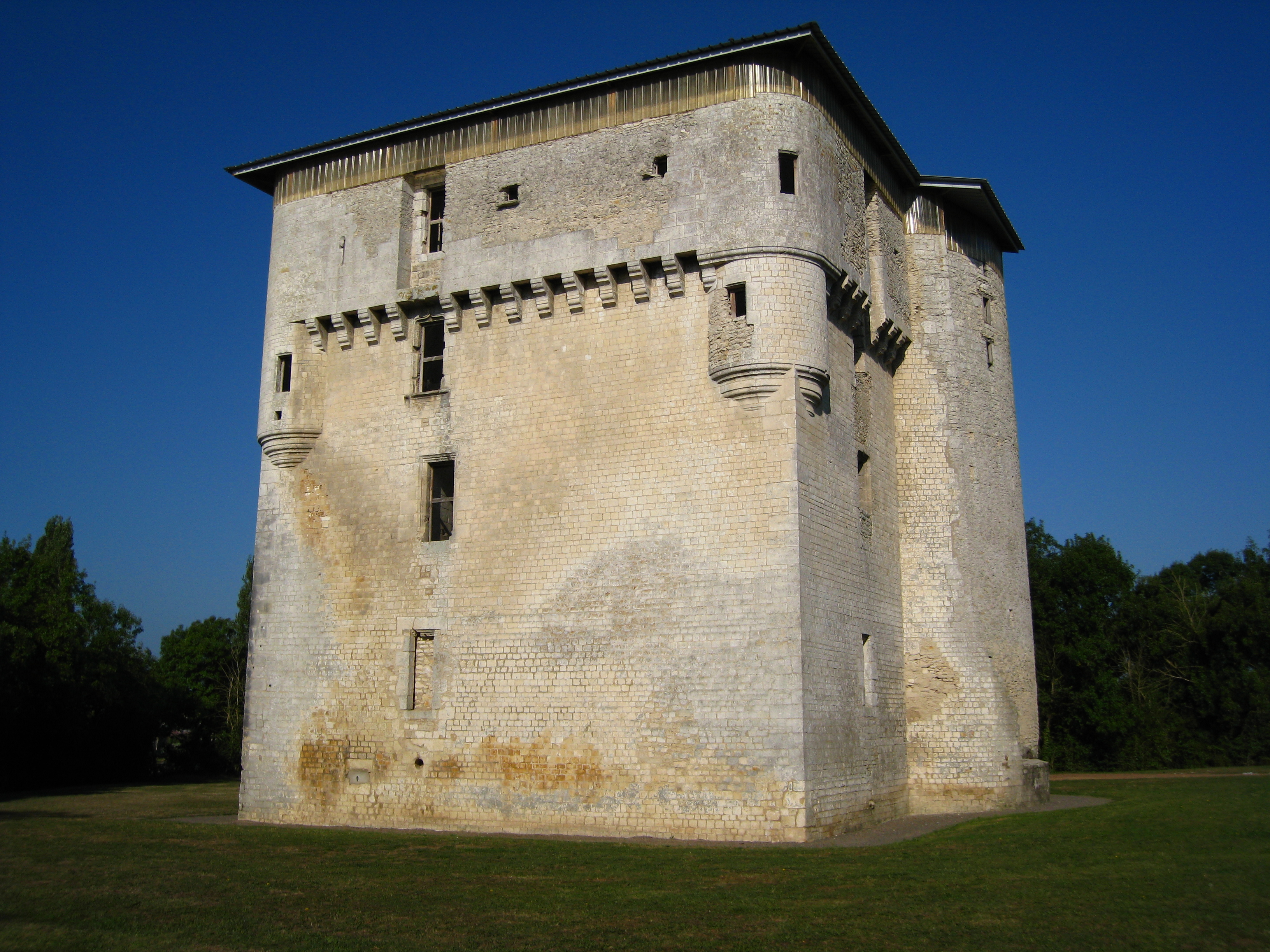
Façades est et nord.
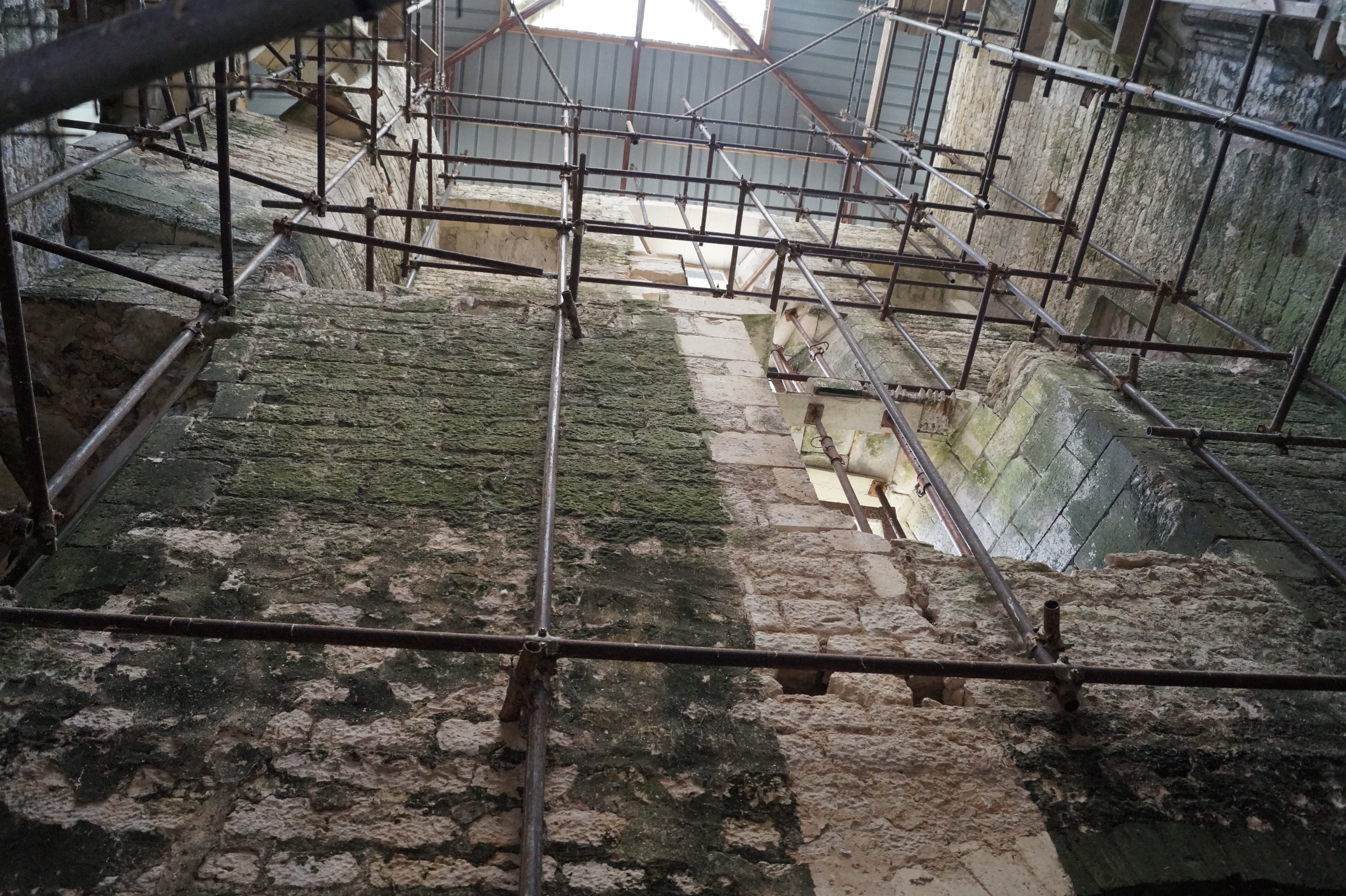
Intérieur de la façade est.
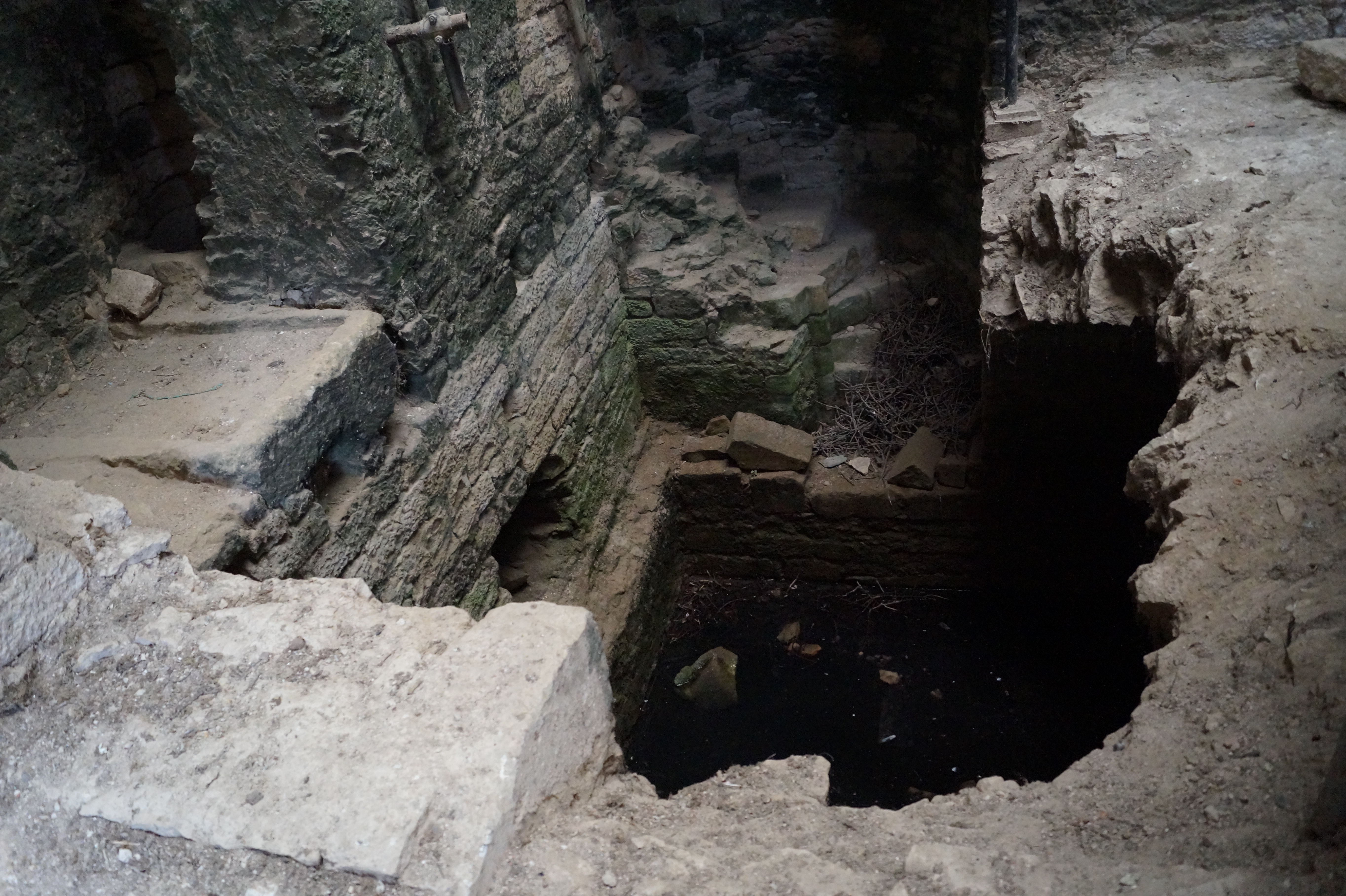
Caves.
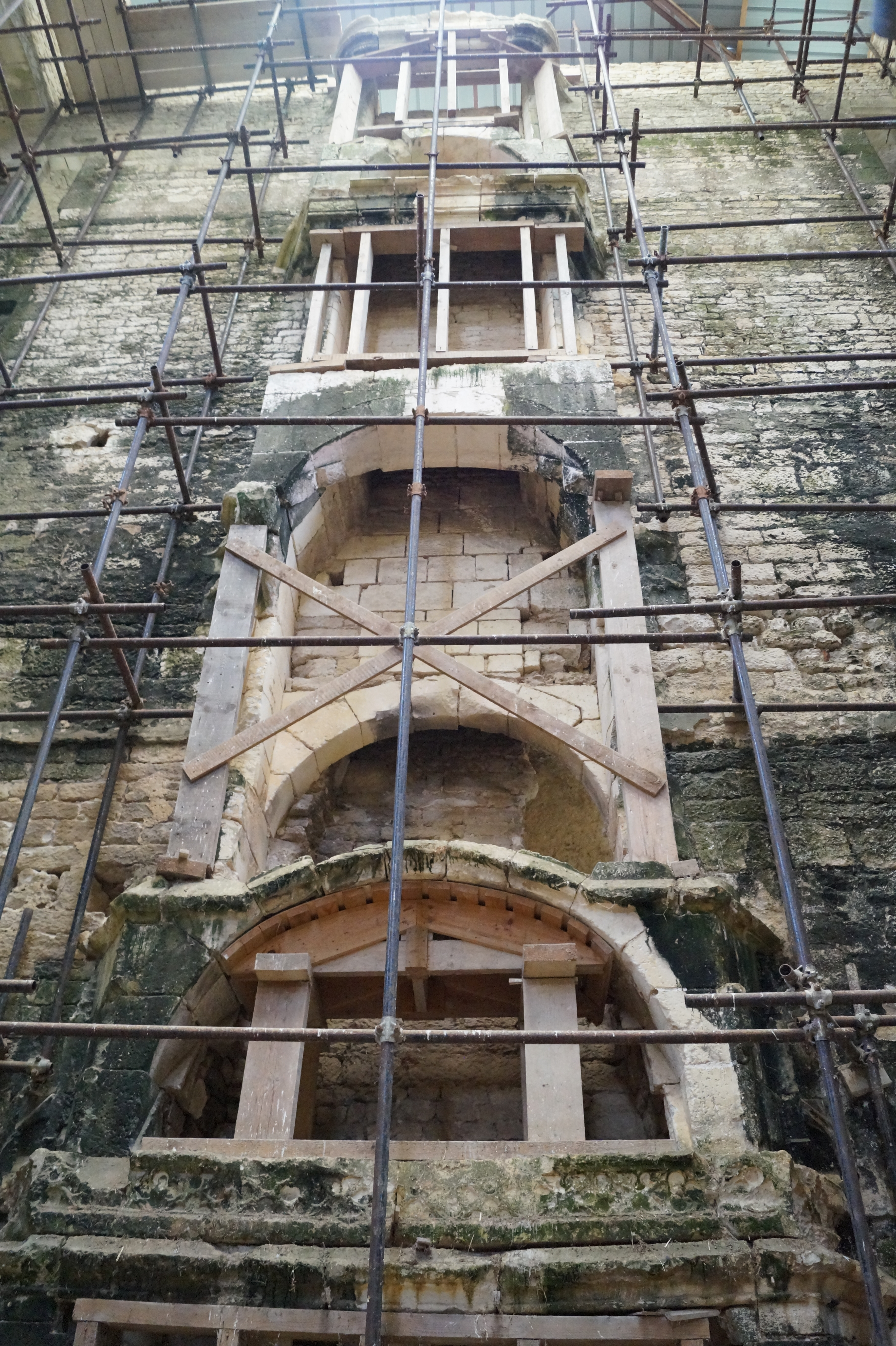
Cheminées gothiques.
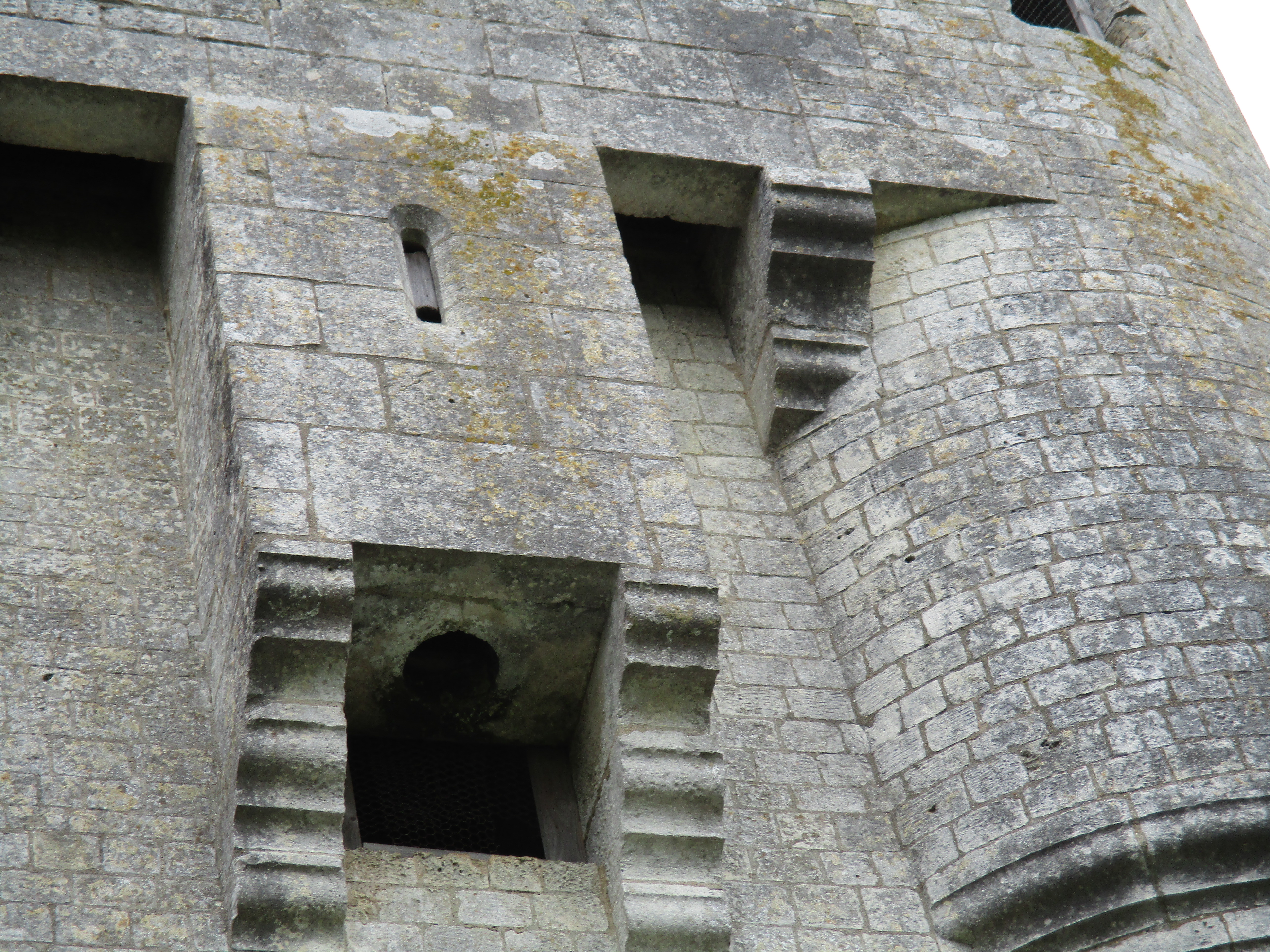
Bretèche, avec archère et trou de latrines.
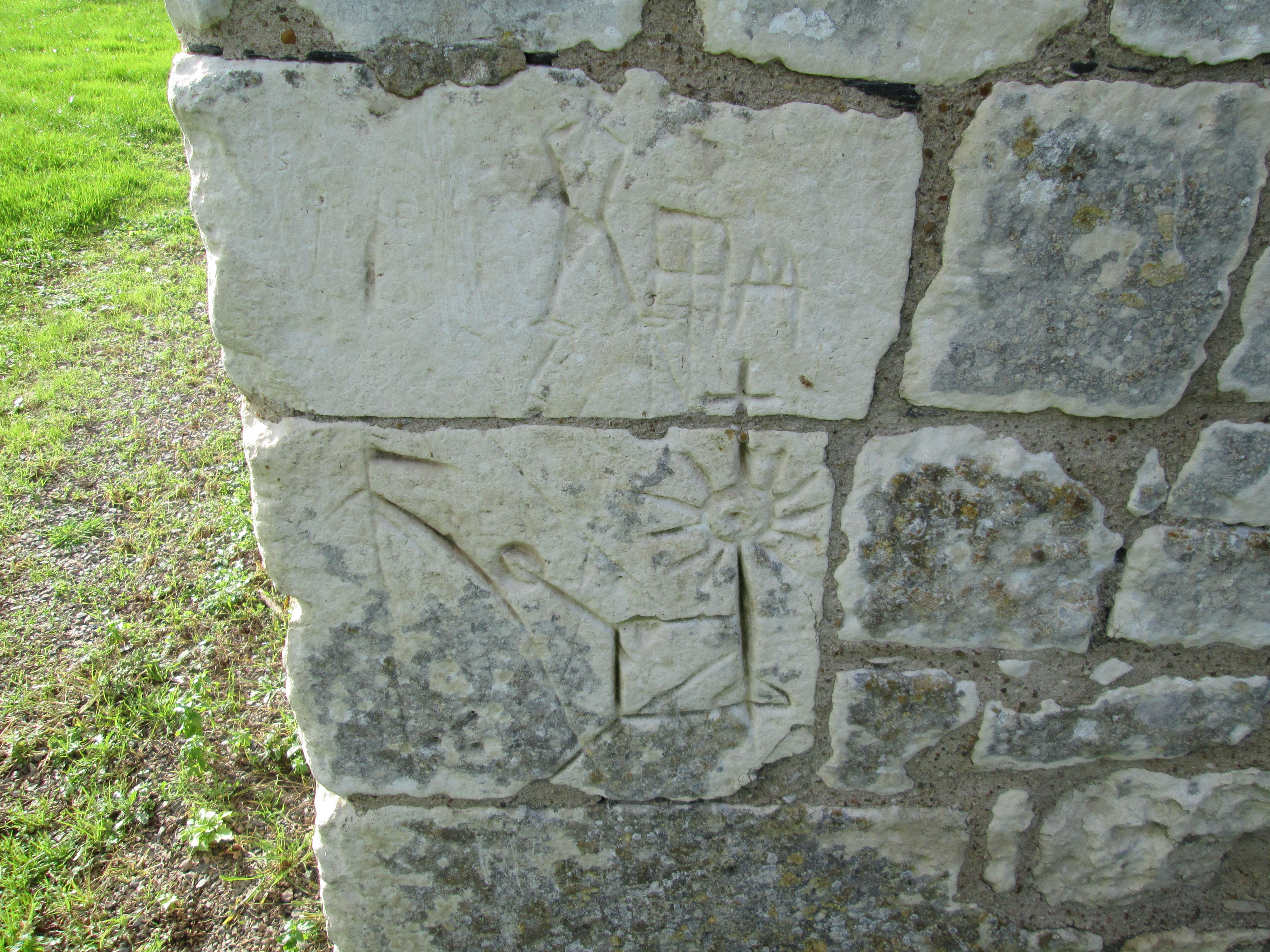
Graffiti du « trésor ».